# Svendborg (municipio)
El municipio de Svendborg es un municipio danés de la región de Dinamarca Meridional. Su territorio incluye la parte suroriental de la isla de Fionia, así como las islas más pequeñas de Drejø, Hjortø, Skarø, Tåsinge y Thurø, parte todas ellas del archipiélago del sur de Fionia. Comprende 417 km² y una población de 58.612 habitantes en 2012. Su capital administrativa y mayor localidad es la ciudad fioniana de Svendborg, con 26.897 habitantes.
Fue creado con la reforma territorial danesa de 2007, que fusionó en este nuevo municipio los antiguos municipios de Egebjerg, Gudme y Svendborg.
El municipio de Svendborg tiene la responsabilidad de algunas funciones administrativas para los municipios de Langeland y Ærø, de escasa población. Estas funciones incluyen la gestión del medio ambiente, el empleo y la política social.

## Localidades
| Localidades más pobladas de Svendborg |                  |                  |
| Nº                                    | Localidad        | Población (2012) |
| 1                                     | Svendborg        | 26.897           |
| 2                                     | Thurø By         | 3.328            |
| 3                                     | Vindeby          | 2.327            |
| 4                                     | Rantzausminde    | 1.902            |
| 5                                     | Skårup           | 1.783            |
| 6                                     | Stenstrup        | 1.753            |
| 7                                     | Ollerup          | 1.388            |
| 8                                     | Troense          | 1.145            |
| 9                                     | Vester Skerninge | 1.061            |
| 10                                    | Gudme            | 935              |